# Internationaux de Tennis de Troyes 2025
L'Internationaux de Tennis de Troyes 2025 è stato un torneo maschile di tennis professionistico. È stata la 4ª edizione del torneo, facente parte della categoria Challenger 50 nell'ambito dell'ATP Challenger Tour 2025, con un montepremi di 54 000 €. Si è giocato dal 30 giugno al 6 luglio 2025 sui campi in terra rossa del Tennis Club de Troyes di Troyes, in Francia.

## Partecipanti

### Teste di serie
| Nazionalità | Giocatore                | Ranking* | Testa di serie |
| ----------- | ------------------------ | -------- | -------------- |
| Argentina   | Marco Trungelliti        | 152      | 1              |
| Francia     | Calvin Hemery            | 180      | 2              |
| Regno Unito | Jan Choinski             | 202      | 3              |
| Kazakistan  | Timofej Skatov           | 212      | 4              |
| Francia     | Clément Tabur            | 215      | 5              |
| Brasile     | João Lucas Reis da Silva | 254      | 6              |
|             | Marat Sharipov           | 262      | 7              |
| Italia      | Lorenzo Giustino         | 275      | 8              |

* Ranking al 23 giugno 2025.

### Altri partecipanti
I seguenti giocatori hanno ricevuto una wild card per il tabellone principale:
- Thomas Faurel
- Benoît Paire
- Théo Papamalamis

Il seguente giocatore è entrato in tabellone con il ranking protetto:
- Kalin Ivanovski

Il seguente giocatore è entrato in tabellone come alternate:
- Florent Bax

I seguenti giocatori sono passati dalle qualificazioni:
- Harold Mayot
- Cosme Rolland de Ravel
- Tristan Lamasine
- Branko Đurić
- Mikael Ymer
- Niels Visker

## Punti e montepremi
| Torneo    | Torneo              | V     | F     | SF    | QF    | 2T  | 1T  | Q | Q2  | Q1  |
| Singolare | Punti               | 50    | 25    | 14    | 8     | 4   | 0   | 3 | 1   | 0   |
| Singolare | Premi in denaro (€) | 7 530 | 4 420 | 2 575 | 1 545 | 900 | 560 | – | 180 | 110 |
| Doppio    | Punti               | 50    | 25    | 14    | 8     | –   | 0   | – | –   | –   |
| Doppio    | Premi in denaro (€) | 1 900 | 1 110 | 670   | 390   | –   | 225 | – | –   | –   |

## Campioni

### Singolare
Jan Choinski ha sconfitto in finale  Calvin Hemery con il punteggio di 6–4, 6(4)–7, 6–2.

### Doppio
Mario Mansilla Díez /  Bruno Pujol Navarro hanno sconfitto in finale  David Poljak /  Tim Rühl con il punteggio di 7–6(3), 7–6(2).